# Grayhawk Golf Club
De Grayhawk Golf Club is een golfclub in de Verenigde Staten. De club werd opgericht in 1994, dat een 36-holes golfbaan, waarvan twee 18 holesbanen, heeft met een par van 72, en de clubhuis bevindt zich in Scottsdale, Arizona.
De twee 18 holesbanen hebben een eigen naam: de Talcon-baan en de Raptor-baan. De "Talcon" werd ontworpen door de Graham & Parks International, in 1994, en de "Raptor" door Tom Fazio, in 1995. De "Raptor" is de enige golfbaan die waterhindernissen heeft op het parcours.
Voor het individuele golftoernooi wordt er gebruikgemaakt van de "Raptor"-baan en de lengte bij de heren is 6739 m met een par van 70.

## Golftoernooien
- Williams World Challenge: 1999
- Frys.com Open: 2007-2009[2]